# 33595 Jiwoolee
1999 JC49 (asteroide 33595) é um asteroide da cintura principal. Possui uma excentricidade de 0.10229840 e uma inclinação de 0.83813º.
Este asteroide foi descoberto no dia 10 de maio de 1999 por LINEAR em Socorro.